# Neocrepidodera interpunctata
Neocrepidodera interpunctata es una especie de insecto coleóptero de la familia Chrysomelidae. Fue descrita científicamente en 1859 por Motschulsky.